# Інязор
Інязор (ерз. Инязор) — соціальний титул правителя у ерзян.

## Назва
Назва Інязор утворилася від поєднання двох ерзянських слів: Іне — великий, азор — володар. За іншою версією назва походить від каназор (ерз. каназор), від тюркського хан, який ймовірно, проник у ерзянську лексику не раніше перших контактів з тюрками або прийшов від волзьких булгар.
У мокші цей титул має назву Оцязор (мокш. Оцязор).

## Історія
Соціальні титули «інязор», «оцязор» відбили принципово новий етап соціально-економічного розвитку мокші та ерзі, перехід їх від докласового суспільства до класового. Первісно очільники племен ерзі та мокші мали титул тюштя, але у процесі консолідації їх в племінний союз, почали називатися інязор.
Першим інязором був один з племінних вождів Тюштя, що знайшло відображення у епічних піснях та переказах про Тюште-інязор, як володаря країни Масторонь Кирдий. Після приєднанням мокші та ерзі до Московського царства, вони почали називати інязорами московських царів, згодом російських царів та імператорів.
З розпадом СРСР та зі зростанням самосвідомості ерзі у 1999 році виник титул інязор ерзянського народу. Інязора ерзянського народу обирають члени Атянь Езєм (Ради старійшин) таємним голосуванням під час свята Раськень Озкс. З 1999 року, шість раз поспіль, інязором був Кшуманцянь Пірґуж, з 2019 року інязором є Боляєнь Сиресь.

## Сучасний статус
Інязор — обраний лідер ерзянського національного руху, який скеровує його роботу, представляє Ерзянський національний рух, укладає від імені Атянь Езєм договори та угоди, в рамках своїх повноважень дає доручення членам Атянь Езєм.
Інязор обирається простою більшістю голосів старійшин під час спеціального засідання Атянь Езєм. Одна каденція інязора становить 3 роки. Будь-який повнолітній ерзя може обиратися інязором необмежену кількість разів. Інязор офіційно набуває повноважень з моменту складення присяги під час інавгурації.
Інязор, згідно своїх повноважень:
- представляє ерзянський народ і виступає від його імені;
- звертається до органів влади РФ, інших держав і в міжнародні організації з метою забезпечення національних, політичних, економічних і культурних прав ерзянського народу, через свої укази здійснює координацію ерзянського національного руху[2].